# مستشفى هليوبوليس التخصصي
مستشفي هليوبوليس التخصصي هي مستشفي في مصر الجديدة، القاهرة، مصر.

## الوصف
المستشفي تم إنشائها في عام 1950، وتضم أقسام (الرعاية المركزة، حضانات الأطفال، القسطرة القلبية، عناية القلب، الأسنان، الأشعة، العيادات الخارجية).
تقدم المستشفي خدمات طبية ذات جودة عالية للمرضى في العديد من التخصصات، وتضم 210 سرير داخلي، و 60 سرير رعاية، و 7 غرف عمليات، وحدة قسطرة قلبية، وحدة أشعة تشخيصية كاملة، ومعامل، وعيادات خارجية، وحدة الغسيل الكلوي بطاقة 16 سرير، و12 سرير أطفال مبتسرين، و12 سرير بوحدة السكتة الدماغية، بالإضافة إلى قسم الاستقبال والطوارئ، ويعمل على مدار 24 ساعة في جميع التخصصات.